# Wellston (Ohio)
Wellston és una població dels Estats Units a l'estat d'Ohio. Segons el cens del 2000 tenia 6.078 habitants.

## Demografia
Segons el cens del 2000, Wellston tenia 6.078 habitants, 2.359 habitatges, i 1.644 famílies. La densitat de població era de 336,7 habitants per km².
Dels 2.359 habitatges en un 34,6% hi vivien nens de menys de 18 anys, en un 48,6% hi vivien parelles casades, en un 15,8% dones solteres, i en un 30,3% no eren unitats familiars. En el 26,9% dels habitatges hi vivien persones soles el 13,2% de les quals corresponia a persones de 65 anys o més que vivien soles. El nombre mitjà de persones vivint en cada habitatge era de 2,52 i el nombre mitjà de persones que vivien en cada família era de 3,02.
Per edats la població es repartia de la següent manera: un 26,9% tenia menys de 18 anys, un 9,5% entre 18 i 24, un 26,8% entre 25 i 44, un 21,3% de 45 a 60 i un 15,5% 65 anys o més.
L'edat mediana era de 36 anys. Per cada 100 dones de 18 o més anys hi havia 83,8 homes.
La renda mediana per habitatge era de 30.021 $ i la renda mediana per família de 34.488 $. Els homes tenien una renda mediana de 28.514 $ mentre que les dones 20.967 $. La renda per capita de la població era de 13.476 $. Aproximadament el 15,8% de les famílies i el 18,8% de la població estaven per davall del llindar de pobresa.

## Poblacions més properes
El següent diagrama mostra les poblacions més properes.